# Oliver Elser

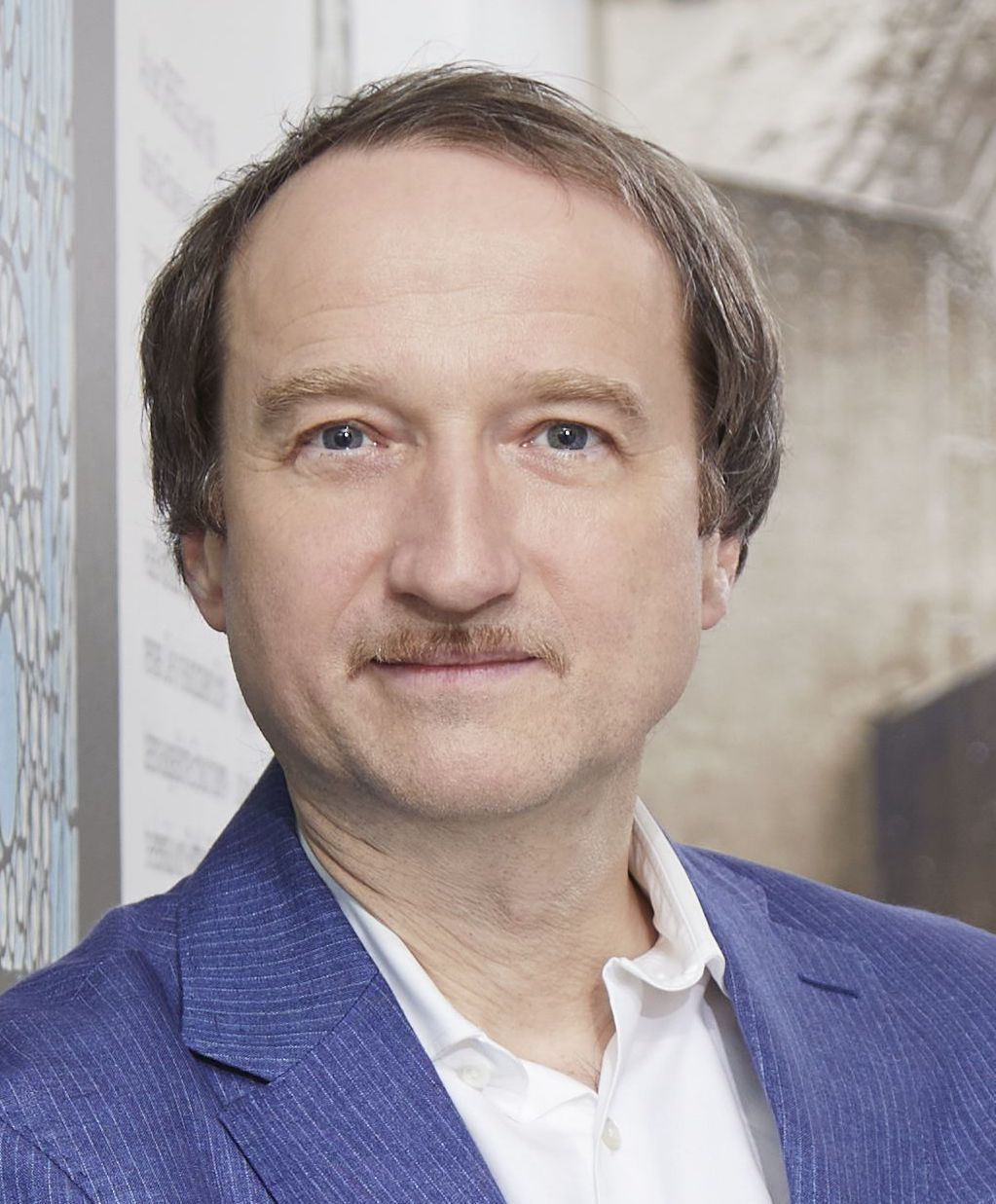
Oliver Elser (DAM-Pressebild, Kirsten Bucher, 2020)

Oliver Elser (* 1972 in Rüsselsheim) ist ein deutscher Architekt, Architekturkritiker und Kurator am DAM.

## Werdegang
Oliver Elser studierte Architektur an der TU Berlin und arbeitete danach in Wien als Architekturkritiker, Kurator und Journalist. Seit 1995 schreibt er Architekturkritiken für Zeitungen und Zeitschriften, wie Arch+, Frankfurter Allgemeine Zeitung, Süddeutsche Zeitung, Bauwelt, Frankfurter Rundschau, Der Standard, Baunetz, Baumeister, db, Texte zur Kunst und Architectural Digest.
Von 1999 bis 2006 war er mit dem Künstler Oliver Croy in der Fritz-Forschung tätig und ist seit 2007 Kurator am Deutschen Architekturmuseum. Er ist Co-Gründer des CCSA, einer Kooperation vom DAM, der Goethe-Universität Frankfurt am Main und der TU Darmstadt. Elser lehrte bei Andreas Hild an der TU Graz, der FH Mainz und am KIT. 2019 war er M+ / Design Trust Research Fellow in Hongkong. In Zusammenarbeit mit dem Fotografen Andreas Muhs entstand das Onlinearchiv restmodern.de zur Nachkriegsmoderne in Berlin.

## Werk
Ausstellungen als Kurator
- 2020: Böhm 100: Der Beton-Dom von Neviges. mit Miriam Kremser
- 2019: Max Bächer. 50 Meter Archiv. mit CCSA
- 2017: SOS Brutalismus – Rettet die Betonmonster. mit Wüstenrot Stiftung
- 2016: Making Heimat, Deutscher Pavillon – Architekturbiennale Venedig mit Peter Cachola Schmal und Anna Scheuermann[4]
- 2014: Mission: Postmodern. Heinrich Klotz und die Wunderkammer DAM.
- 2013: Sondermodelle. Palazzo Enciclopedico – Kunstbiennale Venedig mit Oliver Croy
- 2012: Das Architekturmodell: Werkzeug, Fetisch, kleine Utopie.
- 2009: Zum Beispiel Schelling: Nachkriegsmoderne zwischen Abriss und Erhalt. mit Inge Wolf
- 2008: Housing Models: Experimentation and Everyday Life. Wien, Sofia und Belgrad mit Michael Rieper
- 2008: Simon Ungers: Heavy Metal.
- 2006: Special Models. The 387 houses of Peter Fritz, Insurance Clerk from Vienna. Berlin Biennale mit Oliver Croy[5]

Bücher
- mit Frederike Lausch, Carsten Ruhl und Christiane Salge: Max Bächer. 50 Meter Archiv. M Books, Weimar 2019, ISBN 978-3-944425-14-6
- mit Philip Kurz und Peter Cachola Schmal: SOS Brutalismus. Eine internationale Bestandsaufnahme. Park Books, Zürich 2017, ISBN 978-3-03860-074-9
- mit Peter Cachola Schmal: Das Architekturmodell – Werkzeug, Fetisch, kleine Utopie. Scheidegger & Spiess, Zürich 2012
- mit Andreas Hild: Putz. Entwerfen im Alltäglichen. TU Graz, 2009
- mit Peter Cachola Schmal: Deutsches Architektur Jahrbuch 2008/2009. Prestel Verlag, München 2008
- mit Peter Cachola Schmal: Simon Ungers. Heavy Metal. Eigenverlag DAM, Frankfurt am Main 2008
- mit Michael Rieper: Wohnmodelle. Experiment und Alltag. Folio Verlag, Wien/Bozen 2008, ISBN 978-3-86895-133-2
- mit Oliver Croy: Sondermodelle. Die 387 Häuser des Peter Fritz, Versicherungsbeamter aus Wien / Special Models. The 387 Houses of Peter Fritz, Insurance Clerk from Vienna. Hatje Cantz, Ostfildern-Ruit 2001, ISBN 978-3-7757-1031-2

als Autor
- Graz 2003 – Kulturhauptstadt Europas, ART & IDEA (Hrsg.): Building an Island. Vito Acconci, Acconci Studio. Mur Island, Graz, Austria. Hatje Cantz, Ruit 2003, ISBN 3-7757-1357-3 mit Beiträgen von Vito Acconci und Oliver Elser
- Ein neues Narrativ über Tochtermann Wündrich in Arch+ 229/2017

Filmografie
- D/USA, 2003/2009: Dokumentarfilm Counter Communities mit Oliver Croy[7]